# Peking (Schiff)
Die Peking ist eine Viermast-Stahlbark und gehörte zu den berühmten Flying P-Linern der Reederei F. Laeisz. Wie drei Viertel der Segelschiffe dieser Reederei ab 1877 erhielt sie analog zum Spitznamen Pudel der Sophie Laeisz, Ehefrau von Carl Laeisz, einen mit „P“ beginnenden Namen. Eignerin ist heute die Stiftung Historische Museen Hamburg.

## Geschichte

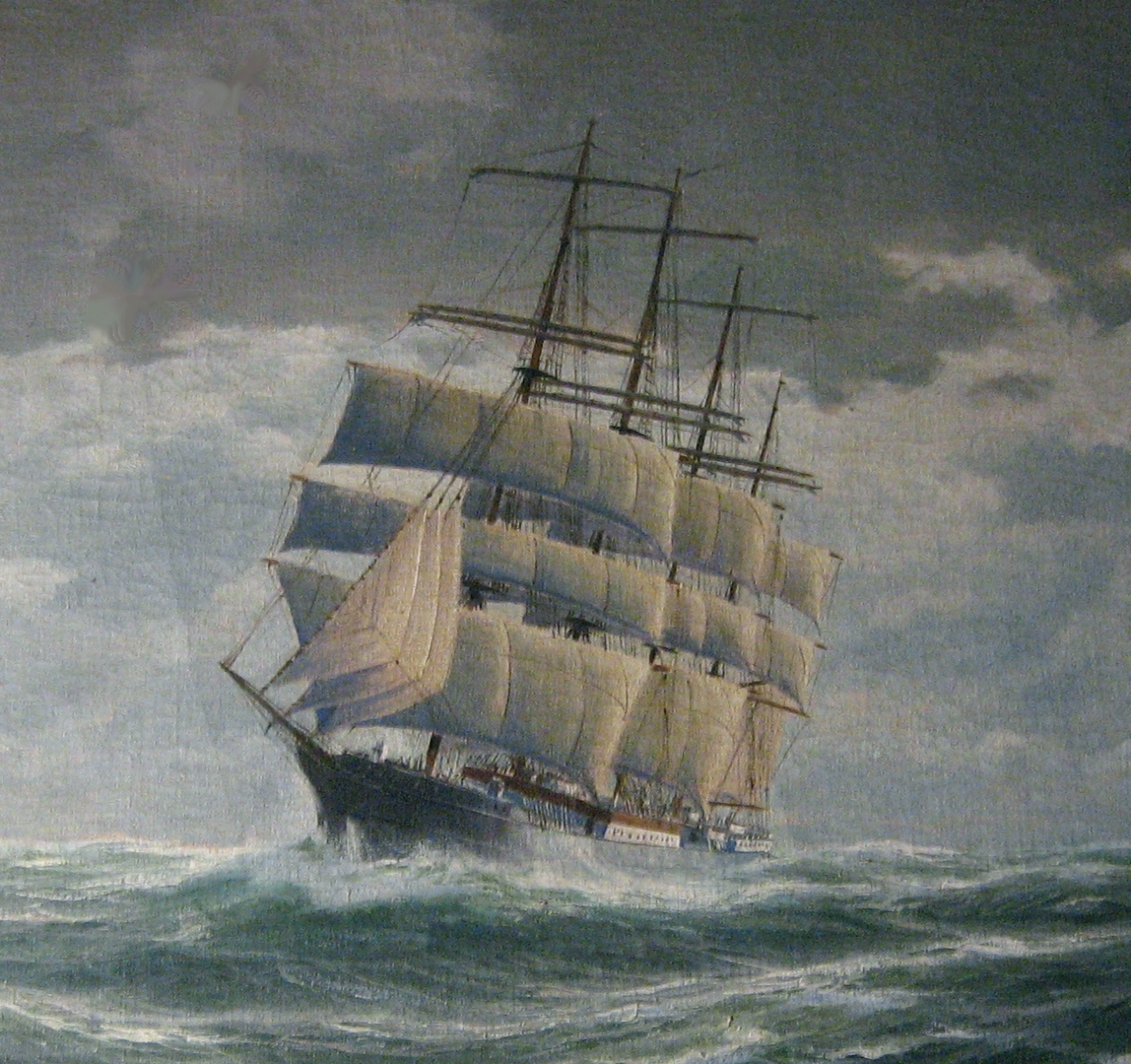
Die Peking auf einem Gemälde

### Bau (1909–1911)
Im Jahr 1909 bestellte die Reederei Laeisz die Peking, zusammen mit der späteren Passat. Die Viermastbark lief am 25. Februar 1911 bei der Hamburger Werft Blohm & Voss (Baunummer 205) vom Stapel. Die Baukosten betrugen 680.000 Goldmark. Die Peking war als Frachtschiff für die Salpeterfahrt konzipiert. 
Da die Peking keine Hilfsmotoren hatte, war sie beim Ein- und Auslaufen in Hamburg auf Schlepperhilfe angewiesen, ebenso bei Sturm im Ärmelkanal. Mit voller Besegelung war sie schneller als damalige Dampfschiffe.
Allerdings verfügte die Peking über zwei einzylindrige Petroleummotoren vom Typ Gnom der Motoren-Fabrik Oberursel. Diese erstmals 1897 auf den Vollschiffen Parchim und Palmyra getesteten und seinerzeit auf Initiative des Kapitäns des Laeisz-Schiffes Potosi, Robert Hilgendorf, eingeführten Motoren dienten zum Bedienen des Ladegeschirrs und der Ankerwinden, aber auch zum Aufladen der Batterien für den Funkraum. Die Namensgebung Gnom sollte darauf hindeuten, dass der Motor mit 2 m × 2,40 m × 1,70 m (H × B × T) für damalige Verhältnisse besonders platzsparend dimensioniert war.

### Aktive Fahrtenzeit (1911–1932)
Am 22. Juni 1911 lief die Peking unter Kapitän J. H. Hinrich Nissen zu ihrer Jungfernfahrt aus. Er hatte schon das Fünfmast-Vollschiff Preußen befehligt. Ziel ihrer Fahrt war Valparaíso (Chile), wo sie am 14. September eintraf. Am 28. Januar 1912 war die Peking von dieser ersten Reise wieder in Hamburg zurück. Kapitän Nissen erhielt bei einem Seeamtsverfahren wegen Unfalls eines Matrosen mit Todesfolge einen Freispruch und führte die Peking danach ab dem 30. November noch dreimal auf der Route Hamburg–Antwerpen–Chile. Letztmals vor Beginn des Ersten Weltkrieges (28. Juli 1914) ging das Schiff unter Kapitän August Oetzmann von Hamburg aus am Mittag des 6. Juni 1914 in See. Die Fahrt führte wiederum nach Valparaiso, wo die Peking im August ankam und umgehend – ebenso wie 40 andere deutsche Schiffe, darunter acht weitere Frachtsegler von Laeisz – interniert wurde.
Nach Kriegsende erfolgte die Rückführung von Caleta Coloso (Chile) nach London unter dem Kommando von Kapitän Heinrich Oellrich (6. Oktober 1919 – 21. Januar 1920). Am 10. Mai 1921 ging das Schiff als Reparation an Italien, wo man jedoch keine Verwendung für die Viermastbark hatte, insbesondere weil keine entsprechend ausgebildete Besatzung verfügbar war. Da die Segelschiffe für die Überführungsreise auf eigene Rechnung mit dem in Europa dringend benötigten Salpeter beladen werden durften und die Salpeterfrachten hohe Erlöse brachten, konnte der Rückkauf der meisten Segelschiffe nach Deutschland erreicht werden. Er wurde vom Deutschen Segelschiff-Kontor organisiert. So gelang es F. Laeisz, die Peking zum 11. Januar 1923 für 8500 Pfund zurückzukaufen, was nach der Kaufkraft von 2021 rund 500.000 Euro entspräche. Am 25. Januar traf sie von London aus unter Kapitän Albrecht, wohl mit Hilfe des Seeschleppers Fairplay XIV, in Cuxhaven ein. Sie lief am 23. April 1923, wiederum unter Kapitän Oellrich, nach Valparaiso aus. In den Folgejahren fuhr die Peking die Route Hamburg–Talcahuano. 
Nach zwei Fahrten unter Kapitän Oellrich (1925) und dann Kapitän Hermann Piening (1926) wurde die Peking zum kombinierten Fracht- und Schulschiff umgebaut. In den Jahren 1928 und 1929 machte die Viermastbark unter dem Kommando von Kapitän Jürgen Jürs zwei Reisen nach Talcahuano. Bei der zweiten Reise war der später sehr bekanntgewordene amerikanische Segler und Schriftsteller Irving Johnson mit an Bord und drehte dabei einen spektakulären Dokumentarfilm (s. u. Filme). Johnsons Tagebuch mit dem Titel „The Peking Battles Cape Horn“ (deutsch unter dem Titel: „Mit der Peking um Kap Hoorn“; s. u. Literatur) gilt heute als Klassiker der Seefahrtsliteratur im englischsprachigen Raum. Ihre letzte Reise unter der Flagge von F. Laeisz führte die Peking 1931/1932 unter Kapitän Hans Rohwer nach Valparaíso und dann von Taltal (Chile) nach Santander (Spanien). Wenig später endete die Segelkarriere des Schiffes für immer.

### Stationäres Internats- und Wohnschiff in Großbritannien (1932–1974)
F. Laeisz verkaufte nach 20 Südamerikafahrten das Schiff 1932 infolge der Weltwirtschaftskrise an Shaftesbury Homes and Arethusa (heutiger Name: Shaftesbury Young People Trust), eine wohltätige englische Hilfsorganisation für Kinder und Jugendliche. Das Schiff wurde nunmehr für den Internatsbetrieb umgebaut, in Arethusa II umbenannt (nach der HMS Arethusa, Vorgängerin gleichen Namens aus dem 19. Jahrhundert, die wiederum nach einer Nymphe aus der griechischen Mythologie benannt war) und bald darauf nach Upnor nahe Rochester, Kent, verholt und auf dem Medway verankert. Die Rahen wurden bis auf drei am Fockmast abgenommen und der Rumpf mit einem Portenband versehen. Im Jahr 1940 wurde die Bark von der Royal Navy als Unterkunft beschlagnahmt, wieder in HMS Pekin [sic] umbenannt und im Chatham Dockyard, Kent, aufgelegt. Nach dem Zweiten Weltkrieg kam sie wieder an den Vorbesitzer und erhielt den Namen Arethusa II zurück.

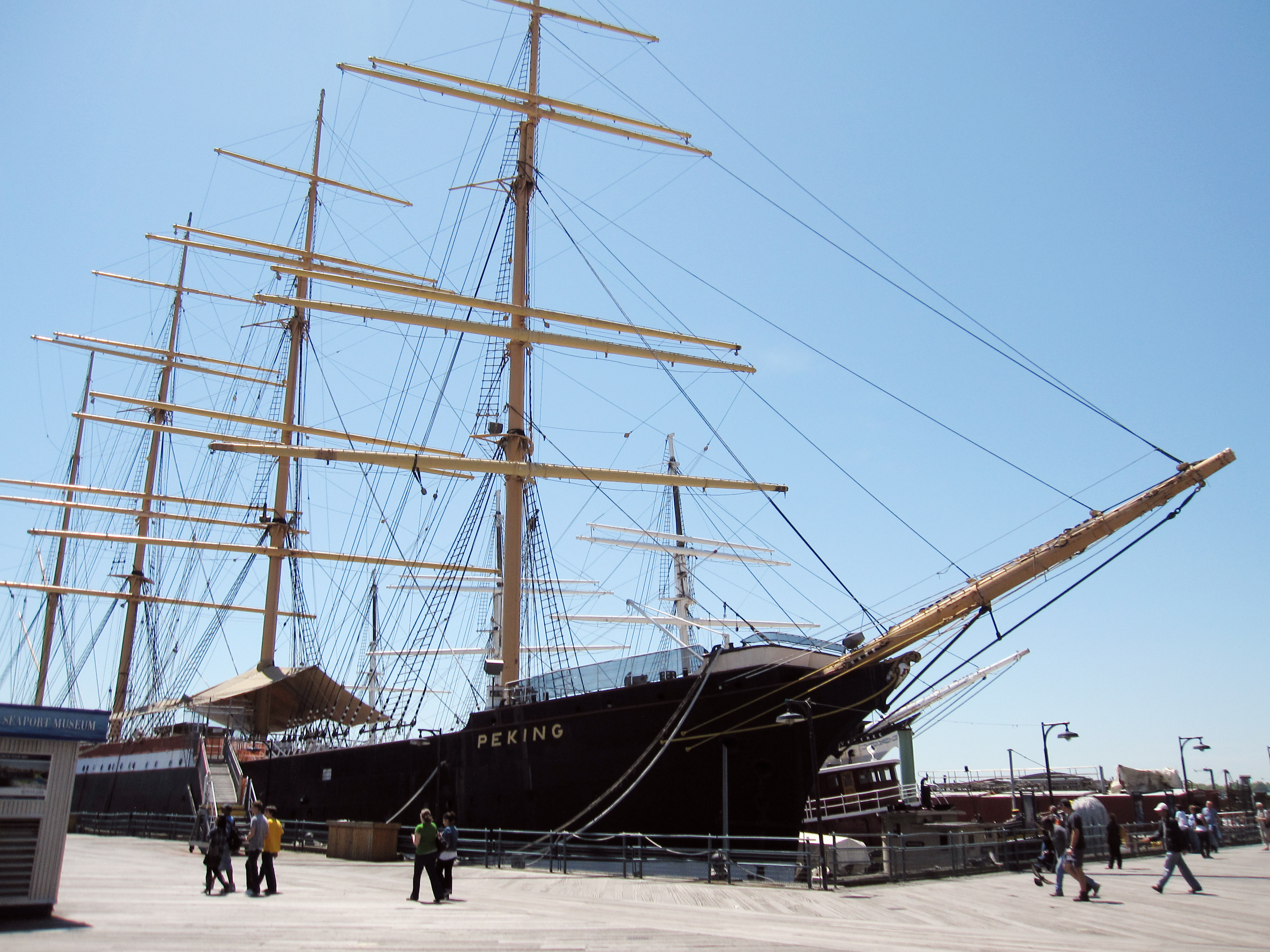
Die Peking 2010 in New York

### Museumsschiff in New York (1974–2017)
Am 31. Oktober 1974 wurde die Viermastbark an die J. Aron Charitable Foundation versteigert. Vom 5. bis zum 22. Juli 1975 wurde der Rumpf der Peking vom niederländischen Seeschlepper Utrecht von Blackwall, London, nach New York geschleppt. Dort wurde sie originalgetreu wiederaufgeriggt. Mit der Beschriftung „Peking Hamburg“ lag sie fortan am Pier des South Street Seaport Museums in New York. Hier unterrichtete Irving Johnson, der inzwischen nicht mehr aktiv segelte, sich aber immer noch mit dem Schiff verbunden fühlte, gelegentlich Schulklassen an Deck über die Segelschifffahrt und seine Reise mit dem Schiff.
2001 reisten der ehemalige Syndikus der Handelskammer Hamburg, Reinhard Wolf, und der Vorstand der Stiftung Hamburg Maritim, Joachim Kaiser, nach New York, um die Möglichkeit einer Rückholung des Schiffes zu sondieren. Entsprechende Übergabeverhandlungen zogen sich jedoch über viele Jahre hin, insbesondere weil es nicht gelang, genügend Sponsoren aufzubringen, um den Kaufpreis zu bezahlen.
Im Oktober 2012 erlitt das South Seaport Museum erhebliche Schäden durch eine mit dem Hurrikan Sandy verbundene Sturmflut, wobei die inzwischen völlig marode Peking noch weiter beschädigt wurde. In dieser Situation entschied das Museum, dass es aus finanziellen Gründen in Zukunft keinen Platz mehr für die Peking gebe, da dort mit der Wavertree noch ein weiterer, ebenfalls erheblich sanierungsbedürftiger Großsegler lag, der nach Ansicht der Verantwortlichen aufgrund seiner Vorgeschichte besser zu New York passte. Das Museum erklärte sich zwar bereit, das Schiff zu verschenken, jedoch war eine schwimmende Überführung der Peking in einen anderen Hafen ohne eine umfassende Instandsetzung nicht möglich. Wenn niemand hierfür die Kosten aufbringen könne, sollte das Schiff zur Verschrottung freigegeben werden.
Schließlich kam im letzten Augenblick Mitte 2015 ein Gespräch zwischen Wolf und dem Hamburger Bundestagsabgeordneten Johannes Kahrs (SPD) zustande, der das Projekt der Rückholung des Schiffes sofort unterstützte. Es gelang ihm, gemeinsam mit seinem ebenfalls aus Hamburg stammenden CDU-Kollegen Rüdiger Kruse, am 12. November 2015 einen Beschluss des Haushaltsausschusses des Bundestages herbeizuführen, mit dem das im Aufbau befindliche Deutsche Hafenmuseum mit insgesamt 120 Millionen Euro bezuschusst werden sollte, wovon 26 Millionen Euro auf die Rückholung und Restauration der Peking entfielen.

### Rückführung nach Deutschland und Restaurierung (2017–2022)

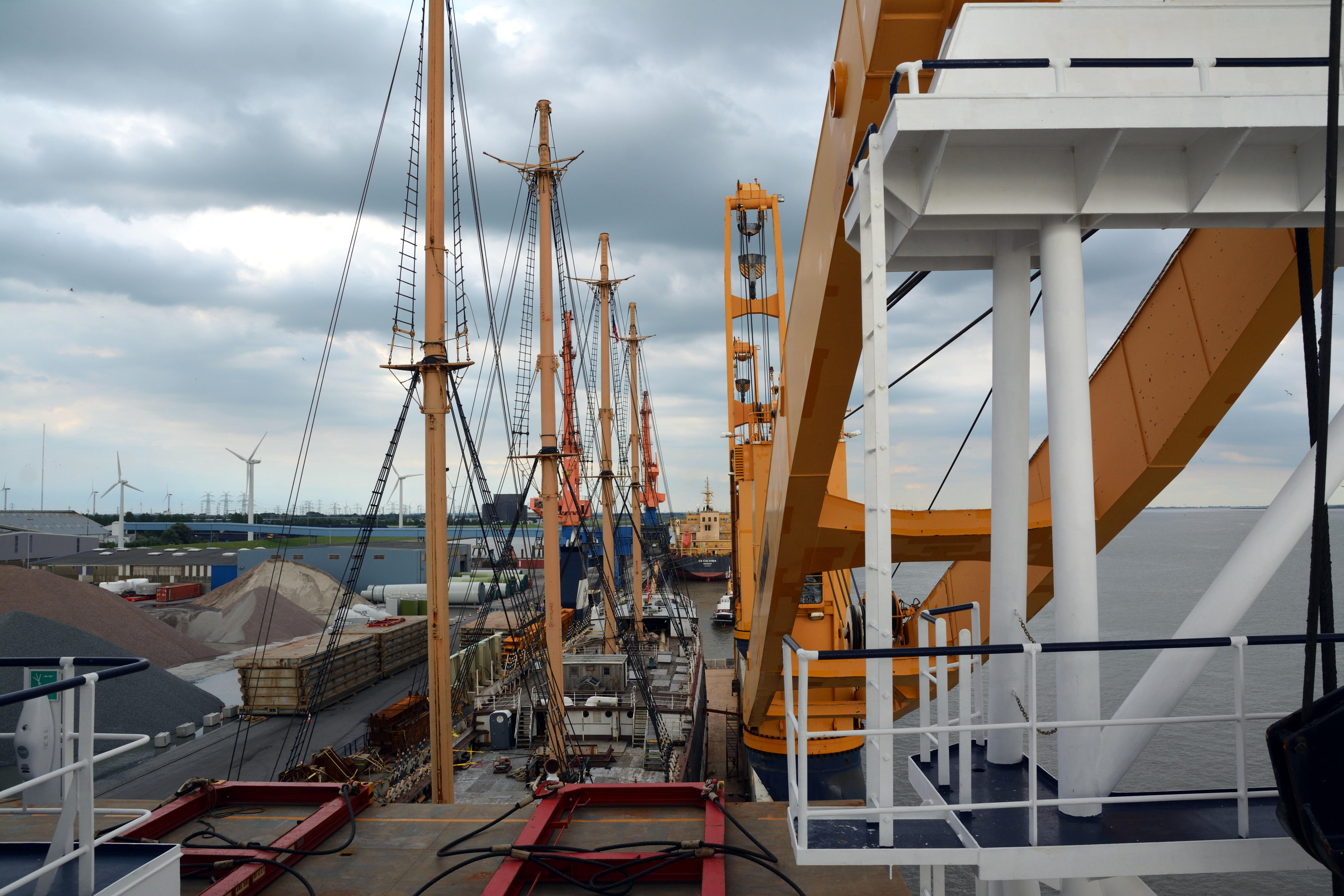
Die Peking im Dockschiff in Brunsbüttel

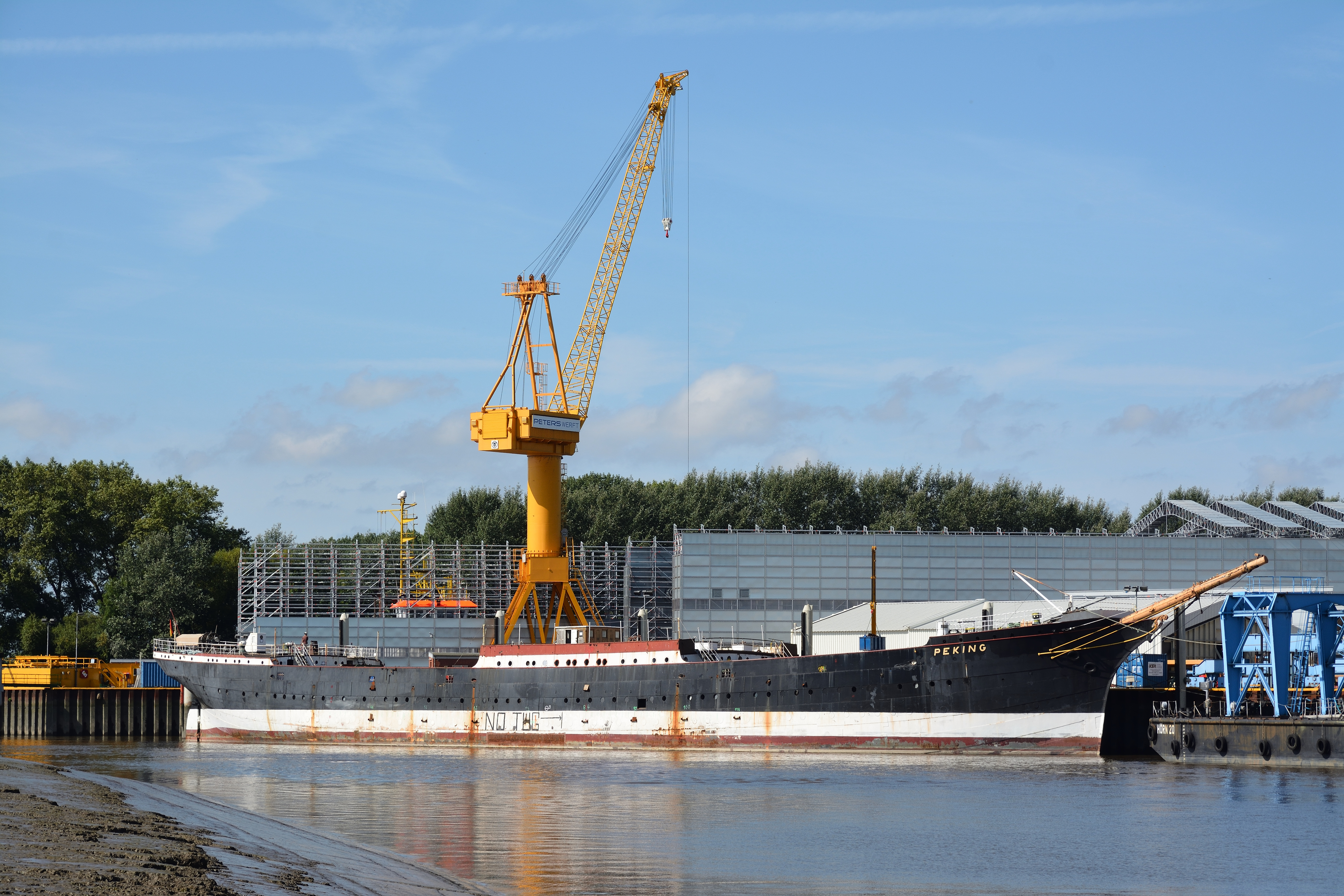
Vor der Peters-Werft im August 2017 in entmastetem Zustand

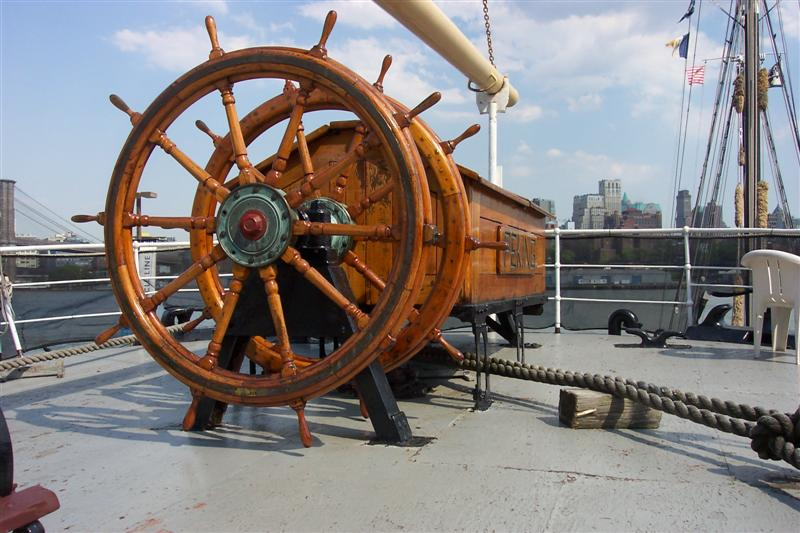
Notsteuerstand am Heck der Peking

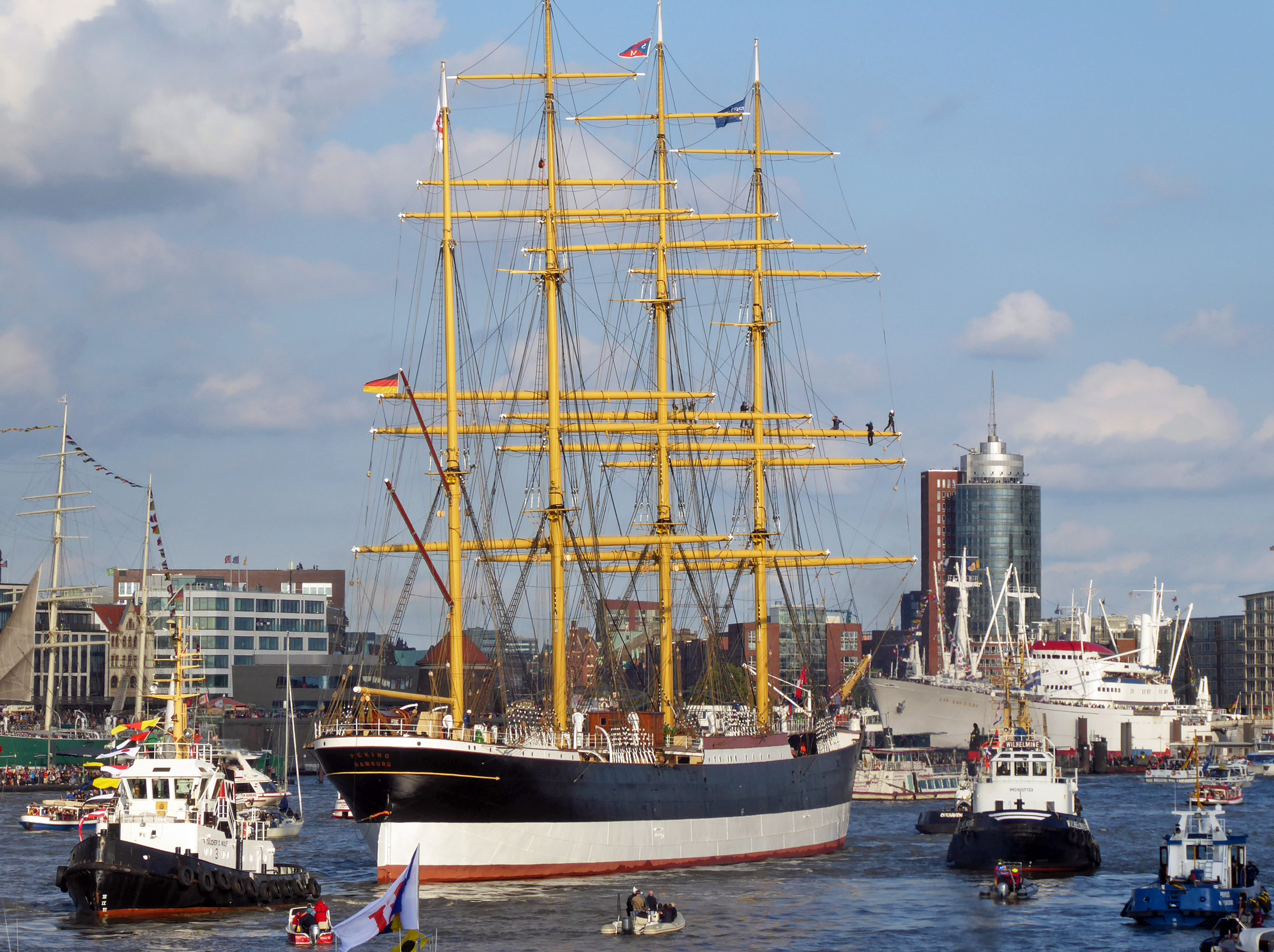
Rückkehr der Peking am 7. September 2020 nach Hamburg

Eigentümer des Schiffes wurde die Stiftung Hamburg Maritim. Sie erhielt im Mai 2016 den Auftrag zur Rückholung und fachgerechten Restaurierung. Daraufhin wurde die Peking im September 2016 mit Schleppern zur Caddell-Werft auf Staten Island verholt und dort für die Überführung vorbereitet. Der Transport über den Atlantik mit dem Dockschiff Combi Dock III begann am 19. Juli 2017. Am 30. Juli 2017 traf die Combi Dock III mit der Peking in Brunsbüttel ein, am 2. August 2017 wurde die Peking zur Peters-Werft überführt. Hier wurde das Schiff – mit Unterbrechungen – aufgearbeitet und im Mai 2020 an die Stiftung Historische Museen Hamburg übergeben. Am 7. September 2020 wurde die Peking nach Hamburg überführt. Ihr künftiger Liegeplatz soll voraussichtlich am Schumacherwerder gegenüber der HafenCity sein. Dort soll ab 2023 auch der Hauptstandort des Deutschen Hafenmuseums entstehen.

Segelbezeichnung der Viermastbark Peking

Ab dem 2. August 2017 lag die Peking zum Abbauen der Takelage, dem Ziehen der Masten und dem Entfernen des Holzdecks am Kai der Peters-Werft in Wewelsfleth. Danach verholte das Schiff mit Schlepperhilfe in das überdachte Trockendock, um die Arbeiten am Rumpf durchzuführen. Die Restaurierungsarbeiten wurden weitgehend auf der Peters-Werft durchgeführt und am 24. Juni 2019 wurde das Trockendock mit neu gesetzten Masten verlassen. Die Kosten beliefen sich mit Stand Januar 2020 auf 38 Millionen Euro. Als Grund für die enorme Kostensteigerung wurden der Rückbau der Betonunterteilung im Frachtraum, die Kontamination mit Asbestverkleidungen und die Menge an bleihaltiger Mennige genannt, welche großflächig als Rostschutz aufgebracht war.

### Museumsschiff in Hamburg

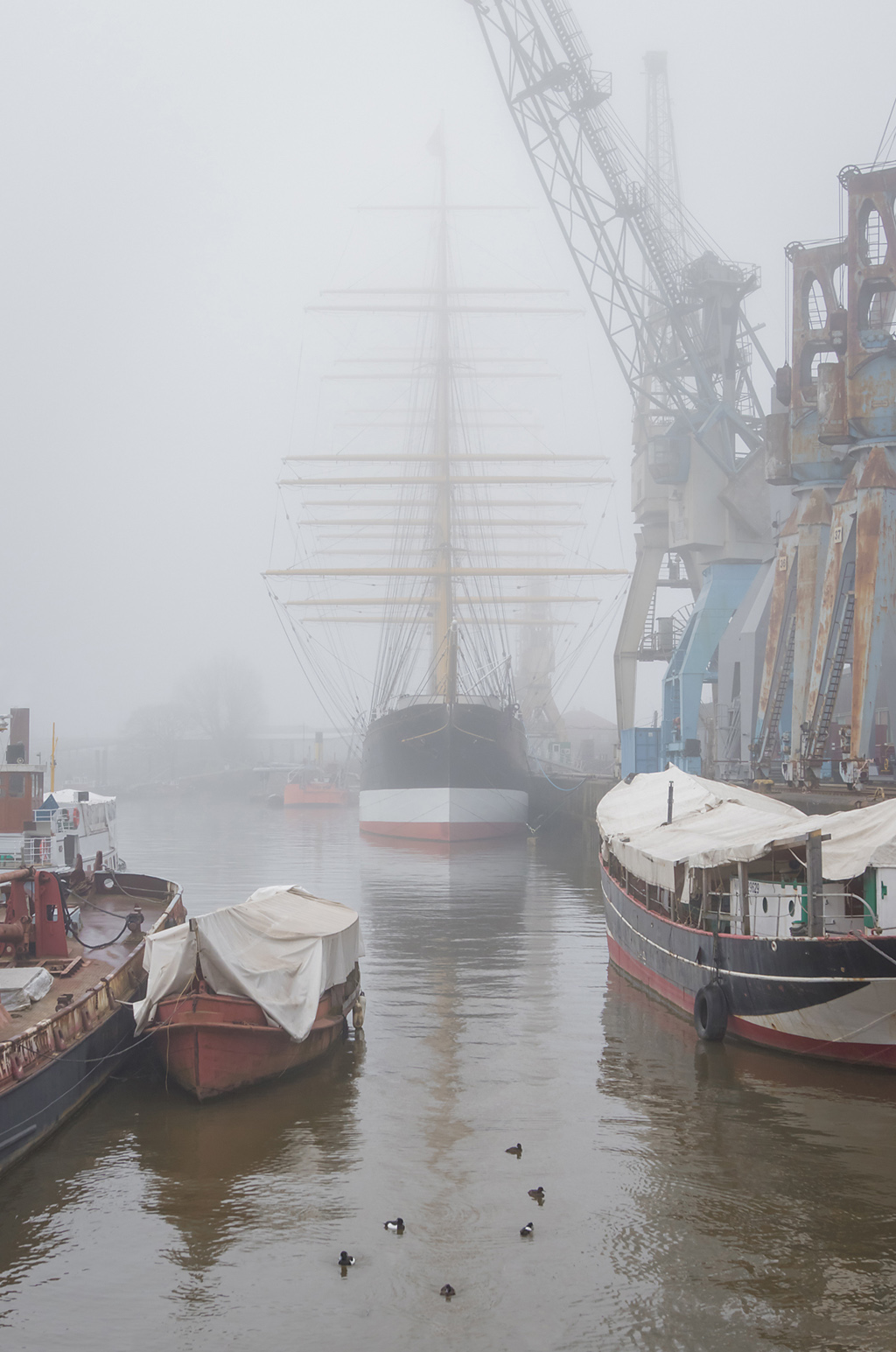
Viermast-Museums-Segelschiff Peking im Hansahafen Hamburg

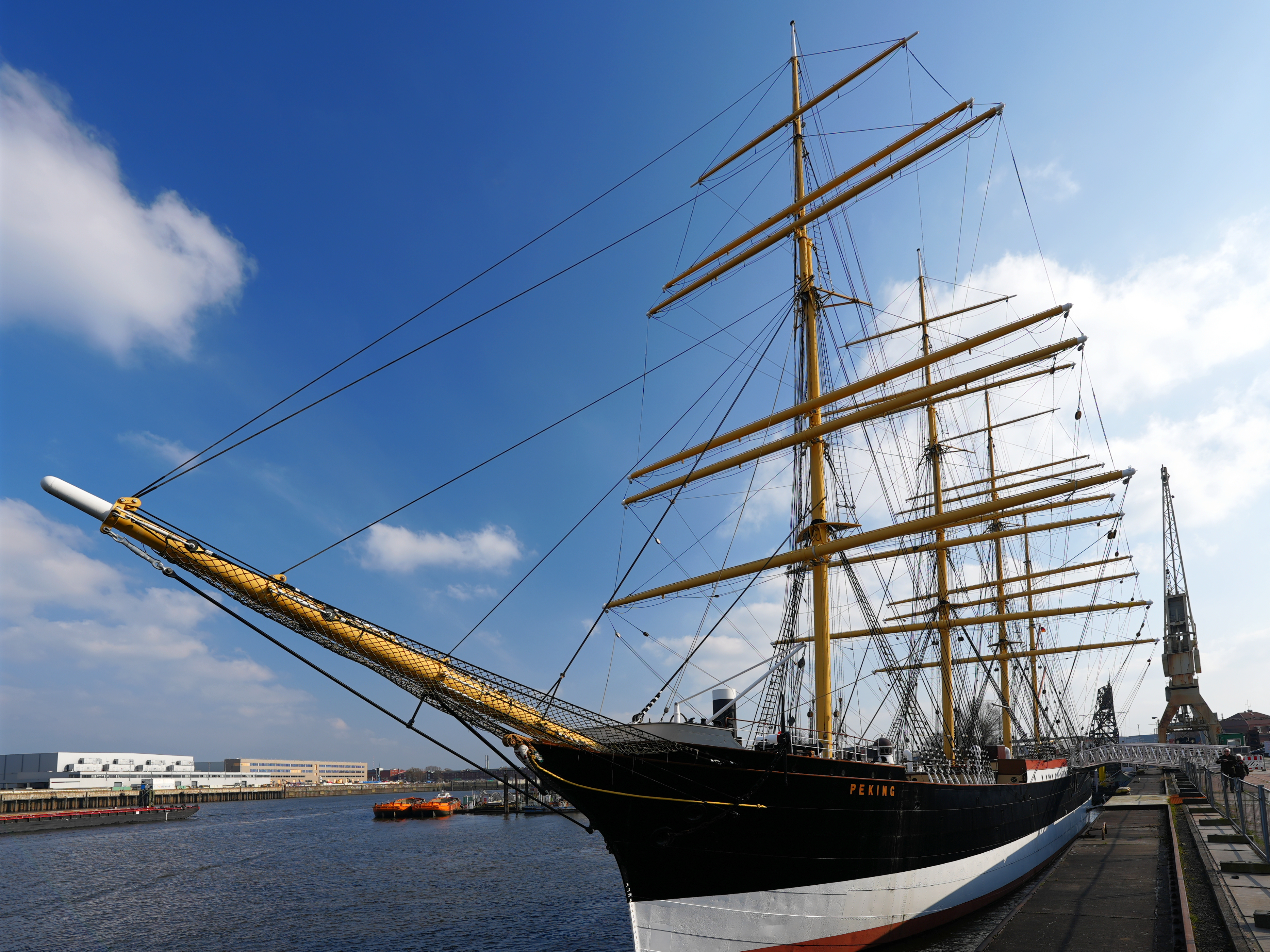
Viermastbark PEKING in Hamburg

Nach Abschluss der grundlegenden Restaurierungsarbeiten auf der Peters-Werft in Wewelsfleth wurde die Peking am 7. September 2020 in ihren Heimathafen Hamburg verholt, zugleich ist das Schiff in das Eigentum der Stiftung Historische Museen Hamburg überführt worden. Bis zur Fertigstellung des Deutschen Hafenmuseums auf dem Kleinen Grasbrook liegt sie am Bremer Kai im Hansahafen. Hier erfolgt ihre museale Ausstattung; seit September 2021 kann der historische „Hamborger Veermaster“, dessen Restaurierung immer noch nicht ganz abgeschlossen ist, im Rahmen von sog. Baustellenführungen besichtigt werden, jedoch nur jeweils während des Sommerhalbjahres von April bis Oktober.
Bei ihrer Restaurierung erhielt die Peking wieder funktionsfähig nachgebaute Jarvis-Brasswinden (benannt nach dem schottischen Erfinder John Charles Barron Jarvis, 1857–1935), so dass die Rahen wie seinerzeit im Echtbetrieb von zwei Mann bewegt werden können.
Am 1. Dezember 2021 gab der Verein der Freunde der Viermastbark Peking bekannt, dass es ihm gelungen war, einen originalgetreuen Gnom-Petroleummotor (s. o.) zu erwerben. Nach seiner Restaurierung soll er 2022 in die Peking eingebaut werden, um die damaligen Ladevorgänge vorbildgerecht demonstrieren zu können.
Für den Museumsbetrieb wurde u. a. ein verglaster Personenaufzug in den Laderaum eingebaut.

## Schiffsdaten
- Konstruktion: Rumpf aus Stahl (genietet) als Dreiinselschiff mit Back, Poop und Mittschiffsinsel
- Unterscheidungssignal: RQTD
- Rigg: Standardrigg-Viermastbark: doppelte Mars- und Bramrahen, Royals; Besanmast als Pfahlmast (Untermast und Stenge ein Stück) mit zwei Gaffeln
- Anzahl der Decks: 2 durchgehende Decks, Back-, Poop- und Mittschiffsdeck
- weitere Reedereien: Shaftesbury Homes & Arethusa Training Ship (1940), britische Admiralität (1940–1945, eingezogen), Southstreet Seaport Museum (1974)
- Galionsfigur: nein, Krulle (Volute)
- Rumpflänge: 106 m (Galion-Heck)
- Länge an Deck (LaD): 98,22 m
- Länge in der Schwimmwasserlinie (KWL): 87 m
- Raumtiefe: 8,08 m
- Verdrängung: etwa 6.280 t (Schiffsmasse (~1.500 t) + Ladung (4.775 t))
- Segelfläche: 4.100 m² (34 Segel: 18 Rahsegel in sechs Stockwerken an drei Masten, 9 Stag-, 4 Vorsegel, drei Besane)
- Masthöhe: 62 m (über Kiel); 51 m (über Deck); 54 m über Wasserlinie
- Hilfsmaschine: keine

- Erster Schiffsführer:
  - 1911–1914 Hinrich Nissen Jungfernfahrt
- weitere Kapitäne:
  - 1914–? August Oetzmann, Internierung in Chile
  - 1920–1921 Heinrich Oellrich, Rückführung von Chile nach London als Reparation an Italien
  - 1923–1923 Kpt. Albrecht, Rückführung von Italien nach Hamburg nach Rückkauf für 8.500 Pfund
  - 1923–1925 Heinrich Oellrich
  - 1926–1927 Hermann Piening
  - 1928–1931 Jürgen Jürs
  - 1931–1932 Hans Rohwer, letzte Fahrt unter F. Laeisz

## Schwesterschiffe
- Passat (1911 Baunummer 206 bei Blohm&Voss), Museumsschiff in Lübeck-Travemünde

Die unten genannte Viermastbarken waren zueinander Schwesterschiffe, aber im engeren Sinn keine der Peking/Passat, da sie nicht aus einer Baureihe stammten (siehe: „Schwesterschiff“ Passat).
- Pola (1916 Baunummer 233 bei Blohm & Voss)
- Priwall (1920 Baunummer 234 bei Blohm & Voss)
- (Auftrag zu Baunummer 235 am 27. Mai 1915 von Laeisz annulliert.)[44]

Vier weitere Schiffe waren zwar keine echten Schwesterschiffe, hatten aber nur leicht abweichende Abmessungen (siehe Passat), weshalb die Schiffe auch als „die acht Schwestern“ bezeichnet wurden. Die Pamir, 1905 erbaut, sank 1957 in einem Hurrikan.

## Weitere erhaltene Viermaster
Neben den beiden deutschen Schiffen Passat und Peking sind noch weitere elf Viermaster erhalten geblieben, von denen vier noch in Fahrt sind: In Europa dienen die Viking im Göteborger Hafen und die Pommern (ex Laeisz-Schiff) im finnischen Mariehamn auf den Åland-Inseln als Museumsschiffe. Weiterhin im aktiven Dienst befinden sich die beiden unter russischer Flagge fahrenden Viermastbarken Kruzenshtern (ex Laeisz-Schiff „Padua“), und Sedov (ex „Magdalene Vinnen“, ex „Kommodore Johnsen“). 
Außerhalb von Europa sind ferner die Moshulu (ex Kurt; heute Restaurantschiff), das Kreuzfahrtschiff Sea Cloud sowie die japanischen Museumsschiffe Nippon Maru und Kaiwo Maru sowie ihre gleichnamigen, als Schulschiffe dienenden Nachfolger, zu nennen; einziges erhaltenes Viermastvollschiff ist die Falls of Clyde.

## Sonstiges
- In dem Film Das Geheimnis meines Erfolges von 1987 diente die Peking als Kulisse für eine romantische Szene mit Michael J. Fox und Helen Slater.[45]; in dem Film Die Waffen der Frauen ist das Schiff in einer Szene kurz im Hintergrund zu sehen.
- In seinem Album „Mixed Cargo“ brachte der britische Songwriter Tom Lewis 1999 ein Lied mit dem Titel „Peking“, eine Hommage an das gleichnamige Schiff.[46]
- Der britische Sänger Ralph McTell präsentierte 2004 ein Lied mit dem Titel „Around the wild Cape Horn“ für sein Album „Somewhere on the road“. Hierin wird die Reise der Peking 1929 nach Chile aus der Sicht von Irving Johnson nachgezeichnet.
- Die Viermastbark Peking unter vollen Segeln ziert das Zifferblatt einer sogenannten „Hobo-Coin“-Uhr von Corum, einer 2020 gemeinsam mit dem Hamburger Juwelier Leicht aufgelegten Sonderedition. Hierbei wurden Ein-Dollar-Münzen aus massivem Silber umgraviert und zu einem Uhrengehäuse verarbeitet. Die beiden Motive zu den Gravuren wurden von Dietmute Walter (Hamburg) entworfen und erzählen jeweils eine Geschichte zur bewegten Historie des Schiffes. Mit dem Verkauf wird die Restaurierung der Peking mit einem substantiellen Spendenbetrag unterstützt.[47]

## Dokumentarfilme
- Around Cape Horn. Irving Johnsons Dokumentarfilm von der Fahrt der Peking von Hamburg nach Talcahuano (Chile) im Jahr 1929; von ihm 1980 mit Kommentaren versehen, welche noch im selben Jahr ins Deutsche übersetzt wurden. Die beiden hieraus entstandenen Sprachversionen sind:
  - Amerikanisches Englisch: Original(mit Johnsons Originalton)
  - Deutsch (mit Johnsons frei übersetzten Kommentaren; Übersetzer und Sprecher: Kapitän Ulf Petzel [1935–2018])
- Viermastbark PEKING - Einblicke in die Restaurierungsarbeiten. Stiftung Hamburg Maritim, 29. Juli 2020, abgerufen am 1. Dezember 2021.
- Segelschiff Peking erreicht Hamburg | Ausdocken Brunsbüttel und Sperrwerkspassage auf YouTube, abgerufen am 23. Januar 2021.
- Eine Legende kommt heim – Die Geschichte der "Peking" NDR-Dokumentation, Sendung vom 8. September 2020 (45 Min.)
- Das dritte Leben der PEKING NDR-Dokumentation, Sendung vom 23. April 2021 (59 Min.)